# Stockholm (schip, 1948)
De Stockholm was een Zweeds passagiersschip, gebouwd door Götaverken in 1948. Het voer tussen Zweden en Amerika. Na elf jaar werd het ingericht als luxe cruiseschip met accommodatie voor 600 passagiers. Het werd vele malen doorverkocht en kreeg vaak andere namen. In 2016 haar laatste naam Astoria. 
De toenmalige eigenaar, Islands Cruises Transportes Marítimos, ging in 2020 failliet. Het faillissement werd veroorzaakt door een gebrek aan passagiers tijdens de coronapandemie. Het werd naar de Rotterdamse haven gesleept. De Astoria lag sindsdien aan de ketting in de Waalhaven te Rotterdam. 
Het jaar erop werd het schip via een veiling verkocht aan Teamson in Portugal. Ook die heeft nauwelijks geld en betaalde vanaf 2023 de scheepsagent niet meer voor o.a. het havengeld. De agent liet beslag leggen op het schip en het werd weer geveild.
In februari 2022 braken de trossen in zwaar weer en beschadigde het losgeslagen schip de Seatrade Orange, een containerschip. 
Bij die veiling op 17 juni 2025 werd het schip voor €200.000,- verkocht aan Galloo Recycling en 3 juli 2025 begon het op sleep aan haar laatste reis, vanuit Rotterdam naar hun werf in de haven van Gent. Waar het gesloopt zal worden voor recyclage.
De Stockholm staat bekend om de aanvaring met het schip de Andrea Doria. 